# Arteră uretrală
Artera uretrală apare din artera pudendală internă, o ramură a arterei iliace interne. Artera pudendală internă are numeroase ramuri, inclusiv artera bulbului penisului imediat înaintea uretrei și artera dorsală a penisului mai distal. 
La bărbat pătrunde prin membrana perineală și furnizează sânge uretrei și țesutul erectil din apropiere de gland.  La femeie, artera uretrală servește structurilor similare. Deoarece uretra feminină este mult mai scurtă decât la bărbat, această structură este adesea imposibil de găsit pe un cadavru feminin.